# Brunhilda Avstrazijska
Brunhilda Avstrazijska je bila vizigotska  princesa in kraljica frankovske Avstrazije, * 543, Toledo, Vizigotsko kraljestvo, † 613.
Brunhilda je bila hčerka vizigotskega kralja Atanagilda in njegove žene Gosvinte. Spomladi leta 566 se je poročila s kraljem Avstrazije Sigibertom I.. Sodelovala je v vojnah z Nevstrijo, ki jih je sprožil umor njene sestre Galsvinte, žene nevstrijskega kralja Hilperika I.. Po Sigibetrovi smrti je bila regentka svojega mladoletnega sina Hildeberta II.. Na začetku svoje vladavine je veljala za liberalno vladarico in veliko političarko, kasneje pa je postala sinonim surovosti in skoposti.

## Življenje
Brunhilda je bila rojena okoli leta 543 v Toledu kot mlajša hčerka vizigotskega kralja Atanagilda in kraljice Gosvinte. Vzgojena je bila v duhu arijanskega krščanstva. 

### Prvi zakon
Napeti odnosi med Frankovskim in Vizigotskim kraljestvom, ki so se začeli po Atanarikovem umoru frankovske princese Klotilde leta 331, so se okrog leta 565 nekoliko izboljšali, zato je kralj frankovske Avstrazije Sigibert I. zaprosil za roko vizigotske princese Brunhilde.  Njun zakon je ustrezal tako Frankom kot Vizigotom: Atanagild se je lahko posvetil samo bojem proti Bizantincem in  Svebom, Sigibert pa je okrepil svoj položaj v spopadih s svojimi brati, vladarji Nevstrije (Hilperik I.), Pariza (Haribert I.) in Burgundije (Guntram). Po pisanju letopisca Gregorja Tourskega je bila Sigibertova poroka zamišljena kot kritika njegovih bratov glede izbire njihovih žena: vsi trije so živeli s priležnicami nizkega rodu, on pa se je poročil z izobraženo princeso z visokimi moralnimi načeli. 
Brunhilda je sprejela krst in prestop v katoliško vero. Poroko so opravili leta 566 v Metzu, prestolnici Avstrazije. 
Gregor Tourski je o njej napisal: 
»Bilo je dekle uglajenih manir, lepe postav, poštena in zmerna, prijetna sogovornica in dobra svetovalka«.

#### Galsvintin umor
Sigibertov brat, nevstrijski kralj Hilperik, je po Sigibertovi poroki izposloval razveljavitev svojega zakona z Audovero in poslal na vizigotski dvor svoje predstavnike, ki so zaprosili za roko Brunhildine sestre Galsvinte Gregor Tourski pravi, da je to storil iz zavisti. 
Galsvinta je po poroki zahtevala, da Hilperik z dvora odslovi vse svoje ljubice in prostitutke. Hilperik se za njeno zahtevo ni zmenil in s svojo najbolj priljubljeno priležnico Fredegundo  naredil načrt, da Galsvinto umorijo. V manj kot letu so Gasvinto umorili,  Hilperik pa se je poročil s Fredegundo. Brunhilda je po sestrini smrti prisilila svojega moža, da od Hilperika za odškodnino zahteva vrnitev vseh posesti, ki mu jih je Galsvinta prinesla za doto:   Bordeaux, Limoges, Cahors,  Béarn in Bigorre.  Sigibert je za posredovanje zaprosil brata Guntrama in dosegel, da je Hilperik  s težkim srcem pristal na vrnitev mest, Brunhilda pa sestrinega umora ni pozabila. Kmalu zatem je bil s posredovanjem pariškega škofa Germana sklenjen kratkotrajen mir. 
Brunhilda je od leta 67 do 570 Sigibertu rodila hčerki Ingundo in Klodosindo  in sina Hildeberta.

#### Začetek sovražnosti
Premirje je že leta 575 prekršil Hilperik z invazijo  na Sigibertovo ozemlje s ciljem, da ponovno dobi oblast v izgubljenih petih mestih. Sigibert je Hilperika premagal in ga prisilil na beg v Tournai. Po vrnitvi v Pariz, kamor se je vrnila tudi Brunhilda z otroki, so ga slavili kot velikega zmagovalca. Škof German je Brunhildo v pismu zaprosil, naj moža pregovori, da ponovno vzpostavi premirje in prizanese bratu Hilperiku. Kronike tistega časa pišejo, da se Brunhilda za njegovo prošnjo ni zmenila in Sigibert je sklenil oblegati Tournai.  Fredegunda se je zbala za moževo življenje in najela dva morilca, ki sta v Vitry-en-Artoisu z zastrupljenim bodalom Sigiberta umorila. Brunhildo so ujeli in v Rouenu zaprli.
Hilperik je po bratovi smrti zahteval pravico do avstrazijskega prestola. Brunhildi  je uspelo izposlovati beg svojega sina Hildeberta II.. Od avstrazijskega plemstva je zahtevala, da sina prizna za svojega kralja pod njenim regentstvom. Plemstvo je Hildeberta priznalo za svojega kralja, njenega regentstva pa ne. Namesto nje so za Hildebertovega regenta imenovali njegova strica, burgundskega kralja Guntrama.

### Drugi zakon
Hilperikov in Audoverin sin Meroveh je kljub temu, da mu je oče strogo prepovedal, odšel v Rouen pod pretvezo, da gre na obisk k svoji materi. V Rouenu je spoznal Brunhildo in se vanjo zaljubil.  19 let star Meroveh in 32 let stara vdova sta se želela izogniti škandalu in sta se poročila. Poročil ju je rouenski škof Pretekstat. Gregor Tourski trdi, da je bil zakon zakonit, ker je bila Brunilda njegova teta. Hilperik jima ni dovolil oditi iz cerkve sv. Martina, nazadnje pa je Meroveha odpeljal s seboj v Soissons. V želji, da bi razveljavil poroko, je Meroveha na silo pomenišil in ga poslal v samostan v Le Mans, kjer je postal duhovnik. Iz Le Mansa je pobegnil v cerkev sv. Martina v Toursu, v kateri je služboval Gregor Tourski, sodobnik vseh teh dogajanj, in od tam v Šampanjo.  Leta 578 se je vrnil v Tours. Po izgubljeni borbi za prestol je od svojega služabnika zahteval, da ga ubije.

### Prvo regentstvo
Brunhilda se je poskušala dokopati do regentstva v imenu svojega sina Hildeberta. Ko je plemstvo njeno zahtevo odbilo, se je za nekaj časa umaknila na dvor Guntrama Burgundskega, da bi nabrala moči za dosego svojega cilja. Od tam se je vrnila  v Avstrazijo, prevzela oblast in začela vladati kot regentka. Za začetek njene vladavine so značilne upravne reforme, popravila starih rimskih cest, gradnja cerkva, opatij in nujno potrebnih utrdb, reorganizacija kraljevih financ in reforma kraljeve vojske. Hkrati je bila v stalnih sporih z avstrazijskim plemstvom, ki je v tako močni vladarici videlo grožnjo za svoje privilegije. V prizadevanjih, da bi okrepila svoj položaj ter  prestiž in moč kraljestva, je prepričala Guntrama, ki je bil brez otrok, da posvoji Hildeberta in ga imenuje za svojega naslednika. Guntram je leta 577 to tudi storil.
Leta 579 je svojo hčerko Ingundo, ki je imela samo 13 let, poročila z vizigotskim princem Hermenegildom in s tem sklenila zvezo med Avstrazijo in Vizigotskim kraljestvom. S  Hermenegildovim prestopom iz arijanstva v katolištvo sta se mlada zakonca zapletla v turbulentna dogajanja, ki so se končala z njuno tragično smrtijo.
Brunhilda je vladala v Avstraziji do leta 583, ko je Hildebert dopolnil trinajst let in postal  po merovinških zakonih polnoleten.

#### Odnosi s Guntramom Burgundskim
Po Hilperikovi smrti so ponovno izbruhnili spori s Fredegundo, ki je medtem postala regentka in je imela moč obnoviti vojno s svojimi starimi sovražniki. Brunhilda je morala pred tem obračunati s sovražniki v svoji državi.
Veliko vojvod je bilo nezadovoljnih zaradi velikega Brunhildinega vpliva na njenega  sina in mladega kralja. Vojvode Rauhig, Ursi in Bertefrid so sklenili, da bodo Hildeberta ubili, vendar jim je načrt spodletel. Rauhiga so usmrtili, Ursiju in Bertefridu pa je uspelo pobegniti. Po teh dogodkih je Guntram takoj pozval Brunhildo,  Hildeberta in njegove otroke, da se umaknejo na njegov dvor, ker so bili po njegovem mnenju s smrtni nevarnosti. To so tudi storili, pobegla zarotnika pa so malo zatem ujeli in usmrtili.
Leta 587 so Guntram, Hildebert in Brunhilda sklenili Andelotski sporazum, s katerim so Hildebertu po Guntramovi smrti zagotovili burgundski prestol in potrdili zvezo med Avstrazijo in Burgundijo do Guntramove smrti.
Isto leto je vizigotski kralj Rekared I. poslal k Hildebertu in Guntramu svojo delegacijo. Hildebert jo je sprejel in sklenil zvezo z Vizigoti, Guntram pa je iz neznanih vzrokov ni hotel sprejeti. Ko sta se Brunhilda in Hildebert začela pogovarjati o Rekaredovi poroki s Hildebertovo sestro Klodosindo, je Guntram njun predlog zavrnil in pogajanja  so se prekinila. 
Leta 592 je Guntram umrl. Hildebert je skladno z Andelotskim sporazumom nasledil burgundski prestol in takoj napovedal vojno Klotarju II. Nevstrijskemu.

### Drugo regentstvo
Po Hildebertovi smrti septembra ali oktobra 595 je Brunhilda poskušala vladati Avstraziji in Burgundiji v imenu svojih vnukov, najprej Teodeberta II. in nato Teoderika II.. Četudi je Hildebertovo smrt pripisovala Fredegundi, Fredegunda pa je leta 597 umrla, se z njeno smrtjo spori niso končali. Spore s še mnogo let nadaljevali potomci obeh kraljic.
Leta 599 jo je Brunhildin najstarejši vnuk Teodebert, na čigar dvoru je živela, izgnal. Med tavanjem v  okolici Arcisa v Šampanji jo je našel nek kmet in jo odpeljal k Teoderiku. Teoderik jo je z odprtimi rokami sprejel in zelo kmalu prišel pod njen vpliv. Brunhilda se je želela maščevati Teodebertu in med bratoma je kmalu zatem izbruhnila  vojna. 
Brunhilda se je v tej vojni izkazala kot izredno kruta, kar jo je na koncu privedlo v smrt. Skovala je zaroto proti burgundskemu majordomu Bertoaldu v kateri ga je nameravala ubiti in na njegovo mesto postaviti svojega ljubimca Protadija. Leta 604 je prepričala Teoderika, da je Bertoalda poslal  pregledat kraljeve posesti ob Seni. Klotar II., ki je preko svojih  informatorjev verjetno izvedel za Bertoaldovo inšpekcijo, se je vznemiril in proti Bertoaldu, ki je imel majhno spremstvo, poslal nevstrijskega  majordoma Landriha, ki je bil po naključju nekdanji Fredegundin pristaš. Bertoald je bil v spopadu ubit, njegovo mesto pa je  zasedel Protadij.
Brunhilda in Protadij sta hitro prepričala Teoderika, naj obnovi vojno s Teodebertom. Vojno so preprečili Protadijevi ljudje,  ki se niso hoteli vojskovati zaradi kraljičine nečimrnosti in so ga ubili.  Vojvodo Unselena, ki je organiziral Protadijev umor, so aretirali, mučili in usmrtili. Unselen ni bil niti prvi niti zadnji vojvoda, ki je padel kot žrtev kraljičine maščevalnosti.
Vienski škof Deziderij je Brunhildo obtožil za incest in okrutnost in pred njo in kraljem Teoderikom pridigal o moralnosti, kar je izzvalo kraljičin bes. Škofa so na Brunhildin ukaz pri vasi Saint Didier sur Chalaronne umorili. 
Teoderik II. Burgundski in njegova stara mati Brunhilda sta leta 612 osvojila veliko ozemlje in se zato počutila dovolj močna za napad na Teodeberta II.. Sledila je bitka pri Tolbiacu, v kateri sta Teodeberta porazila. Brunhilda ga je pregnala v samostan, kar je v tistih časih pomenilo, da se na prestol ne bo mogel vrniti.  Teodebert in njegov sin sta v samostanu še isto leto umrla in Teoderik je postal kralj Burgondije in Avstrazije. Kmalu zatem (leta 613) je v Metzu umrl zaradi griže.

### Tretje regentstvo in smrt
Brunhilda je po njegovi smrti zahtevala krono za svojega pravnuka Sigiberta II. in regentstvo zase. Ker je Avstrazijsko plemstvo pod vodstvom Pipina Landenskega in škofa Metza Arnulfa je njeno zahtevo zavrnilo, je sklenila zvezo s Fredegundinim sinom Klotarjem II. Nevstrijskim, ki je napadel Avstrazijo.
Brunhilda, ki je ostala brez vojaške podpore, je na pomoč poklicala germanska plemena iz Porenja, vendar so jo ujeli. Privedli so jo pred sodišče in jo obtožili umorov  mnogih pomembnih oseb. Po pisanju kronik so jo tri dni mučili in nato izpostavili porogu Klotarjeve vojske. Nazadnje so jo privezali na konja in jo vlekli po tleh, dokler ni umrla. Drugi viri pišejo, da so jo razčetverili.
Umrla je 13. oktobra 613. Njeno telo so sežgali, pepel pa položili v sarkofag v opatiji sv. Martina v Autunu, ki jo je ustanovila leta 602. Njeni posmrtni ostanki so zdaj v muzeju Rolin v Avignonu.